# Vi lyfter våra hjärtan
Vi lyfter våra hjärtan är en bröllopspsalm med text av Edward Ashurst Welch, bearbetad av Anders Frostenson 1976.
Musiken är komponerad av Melchior Teschner från 1615.
Frostensons text har upphovsrättligt skydd till år 2077.

## Publicerad i
- Levande sång 1984, som nr 630 under rubriken Vigsel.
- Den svenska psalmboken 1986, 1986 års Cecilia-psalmbok, Psalmer och Sånger 1987, Segertoner 1988 och Frälsningsarméns sångbok 1990 som nr 84 under rubriken "Vigsel".
- Svensk psalmbok för den evangelisk-lutherska kyrkan i Finland (1986) som nr 737 under rubriken "Sånger för kyrkliga förrättningar Vigsel".